# Carris

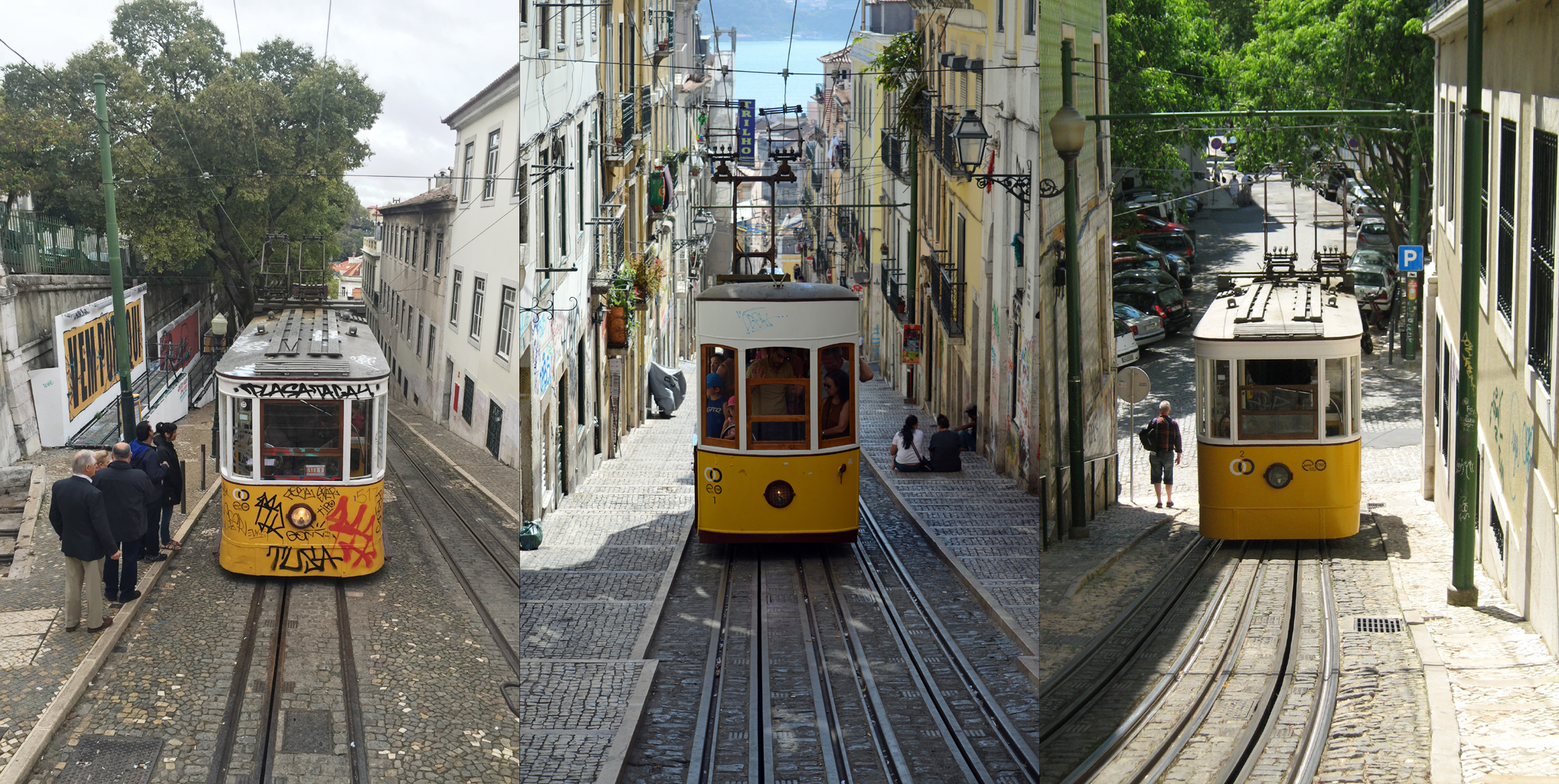
Funicularele Carris: Glória, Bica și Lavra.

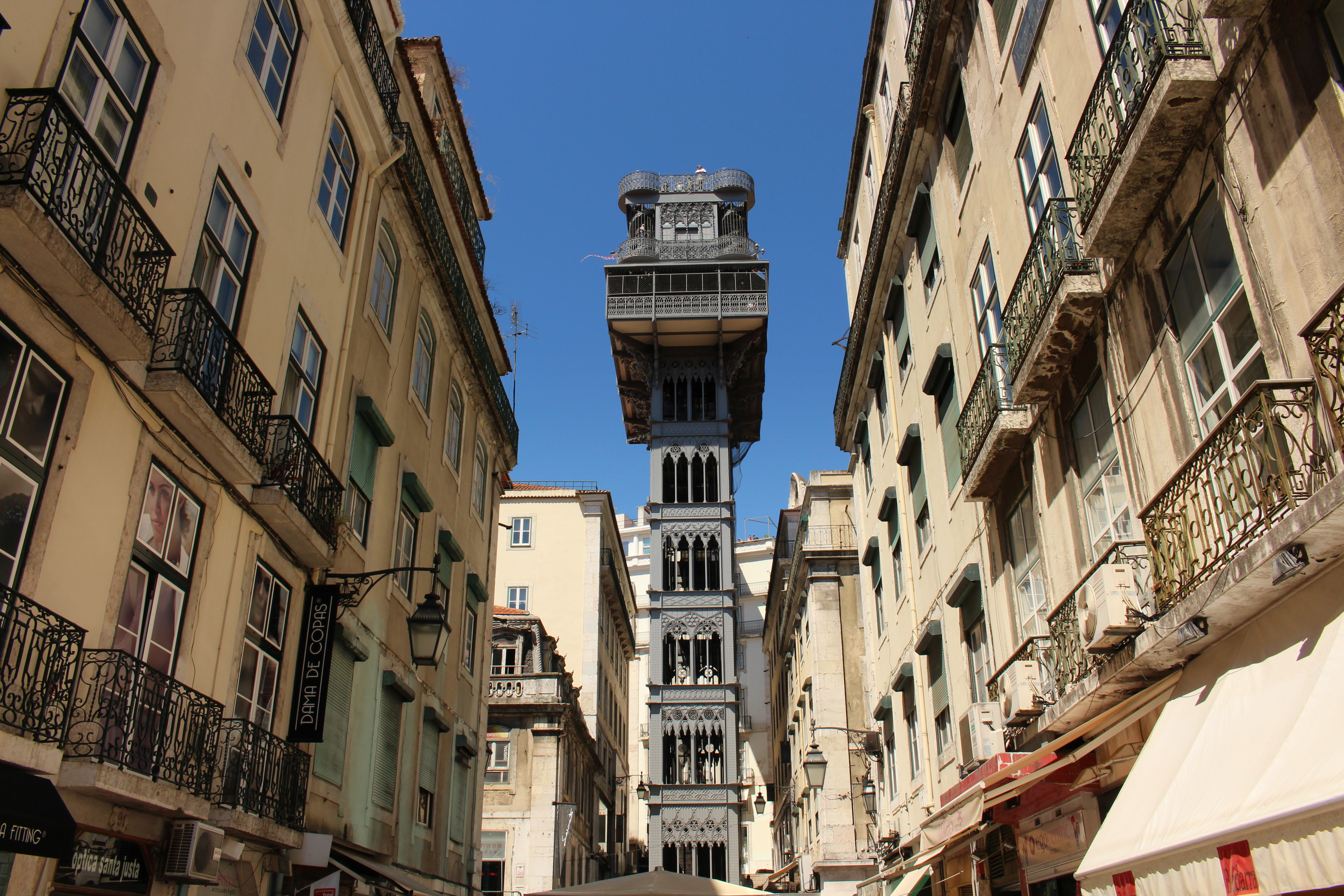
Ascensorul Santa Justa.

Companhia Carris de Ferro de Lisboa (prescurtat C.C.F.L., CCFL sau simplu, Carris) este o societate de transport public de pasageri din Lisabona, capitala Portugaliei. Carris operează autobuzele, tramvaiele și funicularele din Lisabona, însă nu operează și metroul. Societatea a fost înființată pe 18 septembrie 1872, iar din 1975 s-a aflat sub tutela Secretariatului de Stat pentru Afaceri Publice, Transporturi și Comunicații din subordinea Ministerului Economiei. În 2015, guvernul portughez a decis transferarea companiilor de transport public din Lisabona și Porto sub incidența Ministerului Mediului.
Începând de la 1 februarie 2017, managementul Carris este supervizat de Consiliul Municipal Lisabona (CML), ca urmare a unui acord încheiat între acesta și Ministerul Mediului, pe 19 noiembrie 2016. Preluarea managementului Carris a reprezentat o dorință mai veche a CML și a fost decisă de guvernul portughez după suspendarea procesului de concesionare către grupul spaniol Avanza a societăților de transport public Metroul din Lisabona și Carris, proces lansat în 2015 de guvernul anterior și criticat puternic de partidele de opoziție.
Pe 31 decembrie 2018, Carris avea 2 321 de angajați, din care 1 633 de șoferi și vatmani, care asigurau circulația și funcționarea unei flote compuse din 608 de autobuze, 48 de tramvaie, 3 funiculare (Funicularul Lavra, Funicularul Glória și Funicularul Bica) și a Ascensorului Santa Justa.

## Compania
În ianuarie 2016, Tiago Lopes Farias a fost numit președinte al transportului public din Lisabona (Carris, metroul și Transtejo), iar în 2017 președinte al Carris, după ce societatea a trecut în subordinea Consiliului Municipal.
|             | 2005 | 2008 | 2009 | 2010 | 2011 | 2012 | 2013 | 2014 | 2015 | 2016 | 2017 | 2018 |
| ----------- | ---- | ---- | ---- | ---- | ---- | ---- | ---- | ---- | ---- | ---- | ---- | ---- |
| Angajați    | 2787 | 2766 | 2761 | 2771 | 2634 | 2396 | 2225 | 2141 | 1995 | 2027 | 2112 | 2321 |
| Manipulanți | 1763 | 1855 | 1866 | 1836 | 1738 | 1560 | 1491 | 1412 | 1420 | 1432 | 1488 | 1633 |
| Autobuze    | 785  | 749  | 752  | 755  | 707  | 632  | 632  | 619  | 600  | 599  | 603  | 608  |
| Tramvaie    | 58   | 49   | 49   | 49   | 49   | 49   | 49   | 48   | 48   | 48   | 48   | 48   |
| Funiculare  | 6    | 6    | 6    | 6    | 6    | 6    | 6    | 6    | 6    | 6    | 6    | 6    |
| Ascensoare  | 2    | 2    | 2    | 2    | 2    | 2    | 2    | 2    | 2    | 2    | 2    | 2    |

Sub deviza „Missão, Visão e Valores” (în română misiune, viziune și valori), compania își propune să ofere călătorilor „prestări de servicii de transport public de suprafață orientate spre sustenabilitate, contribuind la o dezvoltare care să răspundă necesităților prezentului, fără a compromite șansele generațiilor viitoare de a-și satisface propriile nevoi”.
Rețeaua de transport public a Carris operează 24 de ore pe zi, în trei intervale orare:
- Serviciul diurn: aproximativ între orele 05:00 și 21:30;
- Serviciul de seară (în portugheză Serviço Noturno, în română Serviciul nocturn): aproximativ între orele 21:30 și 01:00;
- Serviciul nocturn (în portugheză Rede da Madrugada, în română Rețeaua din zori): aproximativ între orele 23:45 și 05:35.

### Autobuze
Rețeaua de autobuze a Carris avea în 2018 o lungime de 674 km, din care 65 km de bandă unică (marcată BUS), și era alcătuită din 75 de linii:
- 57 orășenești, din care:

- 4 de centură (706, 712, 742 și 750);
- 16 de vecinătate (22B, 26B, 29B, 31B, 32B, 34B, 37B, 40B, 41B, 43B, 44B, 58B, 70B, 73B, 76B și 79B)

- 18 preorășenești;
- 2 speciale ( 91 ,  96 );
- 6 nocturne (serviciul din zori: între 23:45 și 05:30);

Pe 31 decembrie 2018, flota de autobuze era compusă din 5 tipuri de vehicule:
- standard (463 vehicule din mărcile Volvo, MAN și Mercedes-Benz);
- articulate (91 de vehicule din mărcile Volvo B10M și Mercedes-Benz O530 G);
- medii (21 de vehicule din marca MAN);
- PMR (6 vehicule din mărcile MAN și Mercedes-Benz);
- mini (33 de vehicule din marca Mercedes Benz Sprinter).

În 2018, gradul de acoperire, obținut prin împărțirea veniturilor directe la cheltuielile directe înainte de luarea în calcul a alocațiilor compensatorii, era pentru autobuze 95,6%, o scădere cu 7,9 puncte procentuale față de 2017, când fusese 103,5%.

### Tramvaie

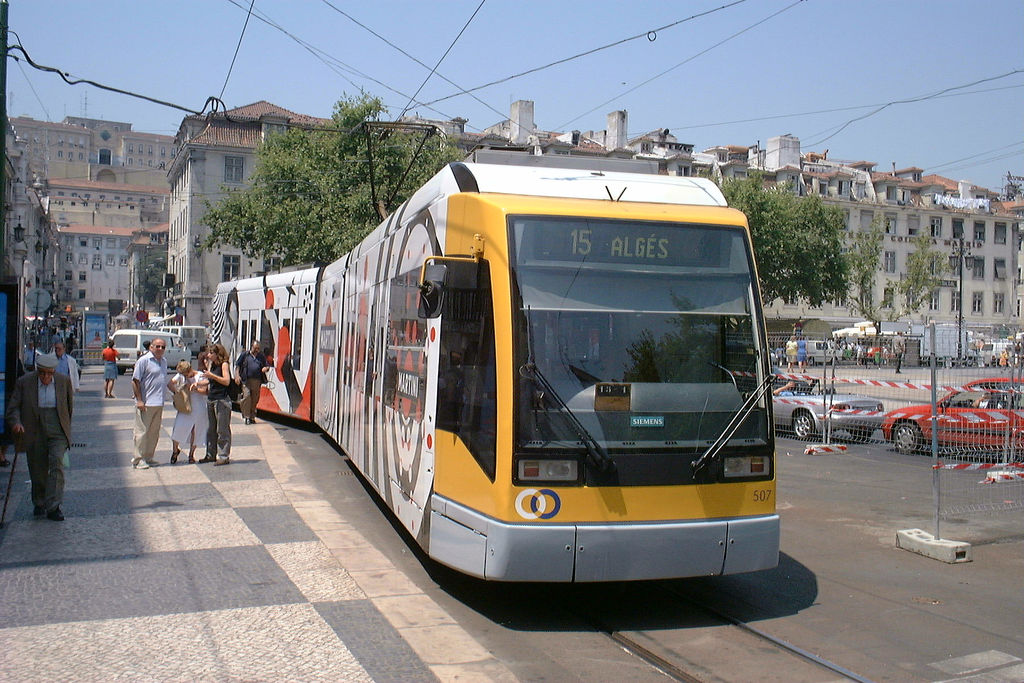
Tramvai articulat în Praça da Figueira.

Rețeaua de tramvaie a Carris avea în 2018 o lungime de 53 km, din care 13 km de bandă unică, și era alcătuită din 6 linii (12E, 15E, 18E, 24E, 25E și 28E).
Pe 31 decembrie 2018, flota de tramvaie era compusă din 10 tramvaie articulate (seria 501-510) și 38 de tramvaie modernizate (în portugheză remodelados (seria 541-585). Tramvaiele articulate pot rula doar pe traseul liniei 15E, dar restul vehiculelor pot deservi toată rețeaua. În timp ce celelalte 6 linii de tramvai acoperă zona urbană a Carris, linia 15E conectează Lisabona cu orașul Algés din municipalitatea Oeiras.
În 2018, gradul de acoperire, obținut prin împărțirea veniturilor directe la cheltuielile directe înainte de luarea în calcul a alocațiilor compensatorii, era pentru tramvaie 140%, o scădere cu 15,9 puncte procentuale față de 2017, când fusese 155,9%.

### Ascensoare și funiculare
Carris operează și trei funiculare (Glória, Bica și Lavra) și un ascensor vertical – Santa Justa. Începând din anul 2002, aceste moduri de transport au fost clasificate drept monumente naționale.

## Istoric

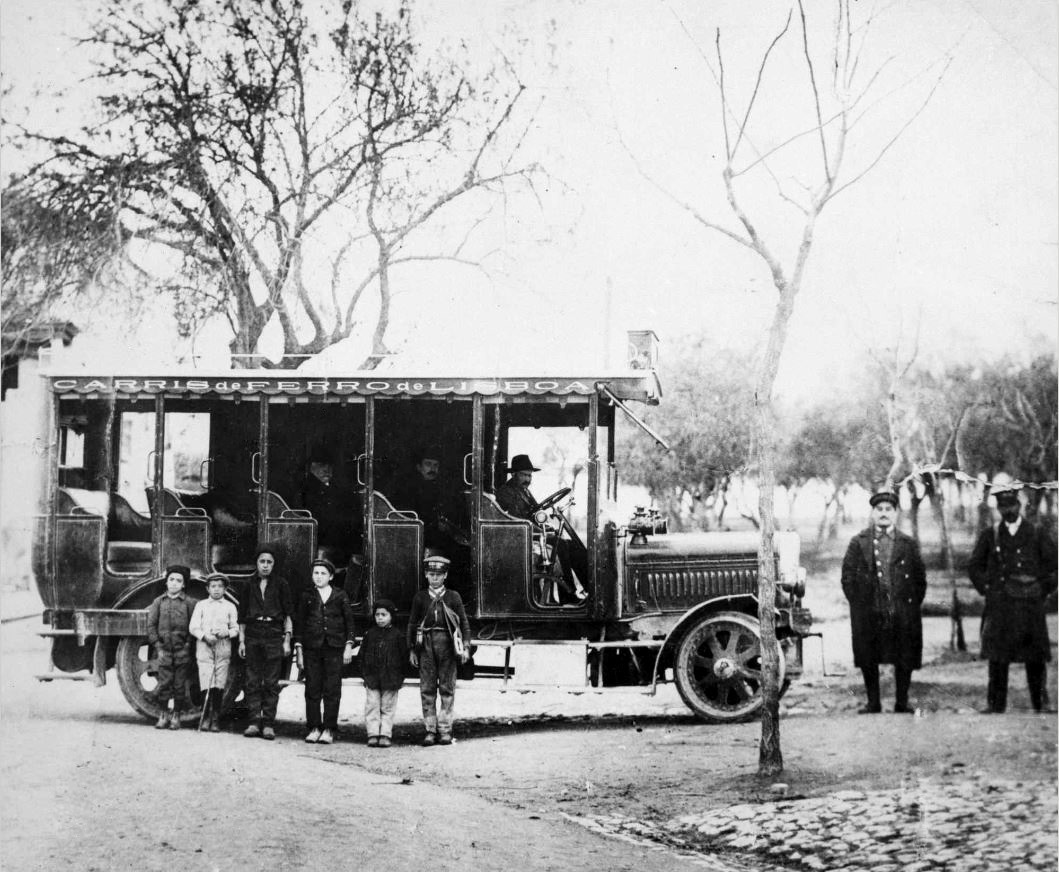
Primele autobuze ale companiei Companhia Carris de Ferro de Lisboa, în 1912.

- 1872 - Începerea funcționării serviciului public Carris cu ajutorul unor tramvaie americane. Acestea se deplasau pe șine și erau trase de animale și legau stația Santa Apolónia de stația Santos (în Aterro da Boavista).
- 1901 - Începerea funcționării serviciului public cu tramvaie electrice, după electrificarea liniei între Cais do Sodré și São José de Ribamar, actualmente Algés.
- 1912 - Carris a experimentat folosirea de mici troleibuze. S-a renunțat rapid la ele deoarece nu aveau suficientă aderență.
- 1928 - Prin codul rutier introdus în acel an, sensurile de circulație au fost schimbate. Anterior, în Portugalia se circula pe partea stângă, iar codul a introdus obligativitatea circulației pe partea dreaptă.[20][21] Noile reguli de circulație pe străzile portugheze au solicitat un efort foarte mare din partea Carris de a modifica anumite trasee și stații de tramvaie pentru a le adapta normelor noii legislații.
- 1940 - Pentru a facilita transportul la Expoziția Mondială Portugheză, Carris a introdus o rută cu autobuzul între Baixa și amplasamentul expoziției din Belém, folosind 6 vehicule achiziționate în acest scop.[22]
- 1944 - Profitând de vehiculele achiziționate pentru a asigura transportul pentru expoziția din 1940, Carris a început operarea serviciului public cu autobuze dus-întors între Baixa și aeroport, respectiv două linii circulare în jurul zonei centrale a Lisabonei. 9 aprilie 1944 este considerată data fondării serviciului regular de pasageri al Carris cu ajutorul autobuzelor.[22][23]
- 1960 - Reorganizarea rețelei de tramvaie în zona centrală a orașului, motivată de inaugurarea liniei de metrou între Baixa și Sete Rios/Entrecampos, locuri unde au fost construite terminale intermodale pentru transferul călătorilor. Au fost, de asemenea, tipărite bilete pentru transferul între tramvaie și metrou.
- 1988 - Reorganizarea serviciului nocturn al Carris, aproximativ în configurația actuală.
- 1995 - Începutul procesului de modernizare a rețelei de tramvaie, prin achiziția a 10 vehicule articulate, mai spațioase, sigure, comode și rapide.[24]
- 1996 - Tot în contextul restructurării rețelei de tramvaie, a fost finalizată modernizarea și reabilitarea celor 45 de vehicule vechi rămase. Aspectul lor a fost păstrat, dar au fost transformate în tramvaie mai rapide și mai sigure, fiind echipate tehnologie de ultimă oră în acel moment.

Sigla Carris începând din 1997.

- 1997 - Ca o modalitate de comemorare a celei de-a 125-a aniversări a companiei și cu scopul de a uniformiza transportul în vederea EXPO'98, toate autobuzele Carris au fost vopsite în galben, inclusiv cele electrice. Compania a achiziționat vehicule noi și și-a schimbat sigla și strategia de comunicare.
- 1998 - Restructurarea serviciilor Carris cu scopul de a oferi un număr mai mare de locuri pentru accesul la EXPO'98, prin crearea a patru trasee Expres către amplasamentul expoziției, dinspre Cais do Sodré (301), Algés via Cais do Sodré (302), Odivelas (303) și Damaia (304). A fost lansată și rețeaua de noapte, rede da Madrugada.
- 2002 - Clasificarea ascensorului Santa Justa și a funicularelor Lavra, Glória și Bica drept monumente naționale.[18]
- 2006 - Introducerea, pe 9 septembrie, a primei faze a rețelei 7[25], punctul culminant al procesului de restructurare internă a companiei și a rețelei sale de transport. Ca un omagiu adus celor șapte coline ale orașului Lisabona, rețeaua 7 va fi introdusă în patru faze distincte pentru a ține pasul cu evoluția sistemului de transport public al orașului.
- 2011 - În urma eforturilor guvernului portughez de restructurare a companiilor publice, Carris își schimbă oferta în februarie și martie, suprimând șapte linii (1, 7, 39, 92,204, 752 și 780), scurtând traseul altor trei și reducând perioada zilnică de funcționare a altor cinci.[26][27]
- 2012 - În urma eforturilor guvernului portughez de restructurare a companiilor publice, a prelungirii liniei roșii a metroului până la Aeroporto și a restricțiilor de circulație din zona Baixa, Carris și-a schimbat oferta în martie, aprilie, iulie și august, suprimând șapte linii (10, 21, 745, 777, 790 și 203), scurtând 11 și reducând perioada zilnică de funcționare a altor șapte.[28]
- 2013 - Pentru a-și adapta oferta la evoluția condițiilor de trafic, Carris și-a schimbat oferta în martie, aprilie, mai, august, septembrie, octombrie și decembrie, suprimând două linii (98 și 205) și modificând traseul altora.[29]
- 2017 - De la 1 februarie, Carris a trecut din nou sub tutela Consiliului Municipal Lisabona. În același an s-a demarat crearea așa-numitei rețele de linii de vecinătate (în portugheză Rede de Carreiras de Bairro), având drept scop înființarea unor linii (26B, 29B, 31B, 32B și 40B) care să deservească parohiile, în sensul generării unor conexiuni mai ușoare între locuitorii acestora și infrastructura de bază a parohiilor precum școlile, spitalele, piețele sau stațiile de metrou.[30][31]
- 2018 - Începutul procesului de modernizare a flotei Carris, prin semnarea contractelor de cumpărare a 125 de autobuze standard și a 40 de autobuze articulate funcționând pe bază de gaz natural comprimat (GNC), a 15 autobuze standard electrice și a 37 de autobuze medii pe motorină (respectând norma de poluare Euro VI). Primele 15 autobuze au intrat în serviciu pe 14 decembrie 2018.[32] În aprilie a fost reînființată linia 24E, prima reactivare a unei linii de tramvai în peste 20 de ani.[33] Au fost implementate diferite măsuri de îmbunătățire a ofertei, spre exemplu prelungirea timpului de funcționare a patru linii (723, 748, 753, 18E), prelungirea în anumite intervale orare ale zilei a traseului a patru linii (714, 727, 760, 28E) și sporirea cadenței altor cinci linii (714, 723, 727, 728, 748).
- 2019 - A continuat implementarea rețelei de linii de vecinătate prin introducerea de linii noi (76B și 79B în ianuarie, 73B în februarie, 43B și 44B în martie, 70B în iunie, 34B în iulie, 41B în noiembrie și 22B în decembrie). Au intrat în serviciu, în ianuarie, două noi autobuze medii. Au fost implementate diferite măsuri de îmbunătățire a ofertei, spre exemplu prelungirea timpului de funcționare a șase linii (709, 713, 716, 732, 770, 778), prelungirea în anumite intervale orare ale zilei a traseului a cinci linii (708, 758, 765, 778, 797) și sporirea cadenței altor 14 linii (15E, 703, 706, 714, 716, 724, 726, 729, 736, 742, 753, 758, 765 și 767).

## Liniile Carris
Pe 30 decembrie 2019, Carris opera un număr total de 81 de linii, din care 75 de autobuze și 6 de tramvaie, într-o rețea funcționând 24 de ore pe zi.
- 07,4% în rețeaua de noapte
- 020% în rețeaua de vecinătate
- 07,4% în rețeaua de tramvaie

Unele dintre aceste linii sunt adaptate pentru transportul persoanelor cu mobilitate redusă, oferind vehicule dotate cu rampă de acces și ghiduri audio care le permit călătorilor să înțeleagă traseul și legăturile din fiecare stație.
În septembrie 2007 a fost lansat serviciul Bike Bus, cu două linii care permiteau transportul de biciclete la sfârșit de săptămână și de sărbătorile legale. Ulterior, acest serviciu a fost suplimentat. Pe 31 decembrie 2019 existau cinci linii care puteau transporta până la patru biciclete pe vehicul, 7 zile pe săptămână, indiferent de intervalul orar: 708, 723, 724, 725 și 731.

### Aerobus
Aerobus este un serviciu special introdus de Carris pentru a facilita transportul dinspre punctele cheie ale orașului Lisabona și Aeroportul Humberto Delgado. Autobuzele serviciului Aerobus circulă cu o frecvență de 10 minute și conectează aeroportul cu diverse hoteluri, cu autogara Sete Rios și cu gările Entrecampos și Cais do Sodré. Serviciul Aerobus este compus din trei linii:
- Linia 1 - între orele 08:00 - 21:00 (la fiecare 20 de minute)
- Linia 2 - între orele 08:10 - 21:10 (la fiecare 20 de minute)
- Linia 3 - între orele 09:00 - 17:00 (de luni până vineri, cu excepția sărbătorilor legale)

Autobuzele serviciului Aerobus sunt dotate cu internet WiFi, încărcătoare cu conexiune USB, compartiment special pentru bagaje și asigură accesibilitatea pentru persoanele cu mobilitate redusă.